# Francisco Menéndez Valdivieso

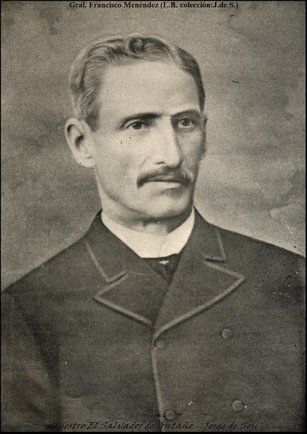
Francisco Menéndez Valdivieso

Francisco Menéndez Valdivieso (* 3. Dezember 1830 in Ahuachapán, El Salvador; † 22. Juni 1890 in San Salvador, El Salvador) war vom 22. Juni 1885 bis 22. Juni 1890 Präsident von El Salvador.

## Leben
Die Familie Menéndez gehört zur gesellschaftlichen Elite des Agujero de oro. Seit seiner Jugend war Menéndez Mitglied der Partido Liberal. 1860 trat er unter dem Oberbefehlshaber Gerardo Barrios in die Armee von El Salvador ein. 1871 war er auf der Gewinnerseite des Sturzes von Francisco Dueñas Díaz, welcher maßgeblich durch einen Krieg mit Guatemala zustande kam. 1876 unterstützte er anfangs die liberale Regierung von Rafael Zaldívar, einem Konflikt mit dem Präsidenten konnte er durch das Exil in Guatemala ausweichen. 1885 führte Menéndez einen Putsch gegen Zaldívar an, stürzte ihn und wurde am 22. Juni 1885 selbst Präsident. Als Präsident ließ er die Verfassung nach liberalen Grundsätzen umarbeiten. Die 1886 erlassene Verfassung war die achte in der Geschichte von El Salvador und war von 1886 bis 1939 gültig. 1887 ließ er sich wählen. In seiner Regierungszeit forcierte er den Kaffeeanbau im westlichen Teil von El Salvador. Am 22. Juni 1890 gab Menéndez ein Bankett anlässlich des fünften Jahrestages seiner Machtergreifung in San Salvador durch die Armee von El Salvador, als der Generalinspekteur dieser Armee, Carlos Ezeta, an der Spitze von 600 Soldaten nach San Salvador kam und eine Revolte erklärte; Menéndez starb am selben Tag. Er wurde entweder von seinen politischen Gegnern erschlagen oder starb an einem Herzinfarkt.

## Ehrungen
Durch die Benennung des Municipio San Francisco Menéndez im Departamento Ahuachapán wurde ihm ein Denkmal gesetzt. Die Namensgebung scheint auf Heiligenverehrung hinzuweisen.